# Paranoia (Bilal Wahib)
Paranoia is een lied van de Nederlandse rapper en zanger Bilal Wahib. Het werd in 2021 als single uitgebracht en stond in hetzelfde jaar als elfde track op het album El mehdi.

## Achtergrond
Paranoia is geschreven door Carlos Vrolijk, Sadboi, Rushan West, Bilal Wahib en Billy Dans en geproduceerd door Project Money. Het is een lied uit het genre nederpop. In het lied zingt de liedverteller over dat hij denk dat de ander vreemdgaat en twijfelt over de relatie. Hij vraagt zichzelf vervolgens af of hij niet paranoïde is. Het is de eerste single dat de artiest uitbracht nadat hij een halfjaar eerder in opspraak was geraakt toen hij bij een Instagramlivestream grappend aan een minderjarige jongen vroeg of die zijn geslachtsdeel wilde laten zien. Wahib werd toen aangehouden wegens het verspreiden van kinderporno. Het lied betekende nog niet volledig de comeback van de artiest, waar het minder succes had dan voorgaande singles. De volgende single, Ibiza, kan wel als grote comeback worden gezien. De single heeft in Nederland de gouden status.

## Hitnoteringen
De artiest had bescheiden succes met het lied in de Nederlandse hitlijsten. Het piekte op de dertiende plaats van de Single Top 100 en stond acht weken in deze hitlijst. De Top 40 werd niet bereikt; het lied bleef steken op de achtste plaats van de Tipparade.